# Ulič
Ulič (in ungherese Utcás) è un comune della Slovacchia facente parte del distretto di Snina, nella regione di Prešov.